# Youyou Kisita
Youyou Kisita Milandu, est une footballeuse congolaise . Elle est membre de l'équipe nationale féminine de la République démocratique du Congo.

## Carrière en club
Kisita a joué pour Progresso en Angola.

## Carrière international
Kisita a représenté la République démocratique du Congo lors de la Coupe d'Afrique des Nations en 2006,,.
Objectifs mondiaux
Les résultats et les scores indiquent en premier le nombre de buts marqués par la République démocratique du Congo.
| Non. | Date            | Salle                                       | Adversaire | Marque | Résultats | Concours                           | Réf. |
| ---- | --------------- | ------------------------------------------- | ---------- | ------ | --------- | ---------------------------------- | ---- |
| 1    | 29 octobre 2006 | Stade du canton d'Ughelli, Ughelli, Nigéria | Cameroun   | 1-1    | 1-1       | Championnat d'Afrique féminin 2006 |      |